# Чемпіонат УРСР з легкої атлетики 1949
Чемпіонат УРСР з легкої атлетики 1949 року відбувся 14-18 серпня в Харкові на стадіоні «Динамо».

## Медалісти

### Чоловіки
| Дисципліни                | Золото                           | Золото    | Срібло | Срібло | Бронза | Бронза |
| ------------------------- | -------------------------------- | --------- | ------ | ------ | ------ | ------ |
| 100 метрів                | Олександр Ярко Харків            | 10,6      |        |        |        |        |
| 200 метрів                | Олександр Ярко Харків            | 22,3      |        |        |        |        |
| 400 метрів                | Геннадій Модой Харків            | 50,0      |        |        |        |        |
| 800 метрів                | Геннадій Модой Харків            | 1.55,7    |        |        |        |        |
| 1500 метрів               | Микола Бєлокуров Дніпропетровськ | 4.08,0    |        |        |        |        |
| 5000 метрів               | Анатолій Непомнящий Київ         | 15.24,6   |        |        |        |        |
| 10000 метрів              | Павло Савельєв Київ              | 32.48,2   |        |        |        |        |
| 110 метрів з бар'єрами    | Іван Анисимов Київ               | 15,9      |        |        |        |        |
| 400 метрів з бар'єрами    | Микола Пудовкін Київ             | 56,0      |        |        |        |        |
| 3000 метрів з перешкодами | Анатолій Непомнящий Київ         | 9.39,0    |        |        |        |        |
| Ходьба 20 кілометрів      | Яків Лосевський Дніпропетровськ  | 1:52.54,0 |        |        |        |        |
| Ходьба 50 кілометрів      | Іван Юносов Харків               | 5:21.06,4 |        |        |        |        |
| Стрибки у висоту          | Євген Вансович Одеса             | 1,80 м    |        |        |        |        |
| Стрибки з жердиною        | Петро Богачик Київ               | 3,80 м    |        |        |        |        |
| Стрибки у довжину         | Володимир Бражник Київ           | 6,93 м    |        |        |        |        |
| Потрійний стрибок         | А. Абраменко Чернівці            | 13,57 м   |        |        |        |        |
| Штовхання ядра            | Віктор Цибуленко Київ            | 14,64 м   |        |        |        |        |
| Метання диска             | Григорій Артамонов Харків        | 43,62 м   |        |        |        |        |
| Метання молота            | Олександр Канакі Київ            | 56,37 м   |        |        |        |        |
| Метання списа             | Дмитро Чернявський Київ          | 60,70 м   |        |        |        |        |
| Десятиборство             | Петро Денисенко Київ             | 6815 очок |        |        |        |        |

### Жінки
| Дисципліни            | Золото                           | Золото    | Срібло | Срібло | Бронза | Бронза |
| --------------------- | -------------------------------- | --------- | ------ | ------ | ------ | ------ |
| 100 метрів            | Валентина Андріанова Київ        | 12,3      |        |        |        |        |
| 200 метрів            | Валентина Андріанова Київ        | 25,7      |        |        |        |        |
| 400 метрів            | Валентина Андріанова Київ        | 58,6      |        |        |        |        |
| 800 метрів            | Ніна Колесникова Дніпропетровськ | 2.18,3    |        |        |        |        |
| 1500 метрів           | Марія Білоглазова Харків         | 4.59,2    |        |        |        |        |
| 80 метрів з бар'єрами | Катерина Адаменко Київ           | 11,8      |        |        |        |        |
| Стрибки у висоту      | Євгенія Гагіна Харків            | 1,53 м NR |        |        |        |        |
| Стрибки у довжину     | Катерина Адаменко Київ           | 5,41 м    |        |        |        |        |
| Штовхання ядра        | Раїса Близнецова Харків          | 12,29 м   |        |        |        |        |
| Метання диска         | Зоя Синицька Київ                | 41,39 м   |        |        |        |        |
| Метання списа         | Ганна Баштакова Київ             | 39,60 м   |        |        |        |        |
| П'ятиборство          | Валентина Андріанова Київ        | 3491 очко |        |        |        |        |